# Kreisgericht Utena
Das  Kreisgericht Utena (lit. Utenos rajono apylinkės teismas) ist ein Kreisgericht mit sieben Richtern in Litauen in der zehntgrößten Stadt der Republik. Das zuständige Territorium ist die Stadt und der Rajon Utena. Das Gericht der 2. Instanz ist das Bezirksgericht Panevėžys. Am Gericht gibt es eine Hypothekabteilung.
Adresse: J. Basanavičiaus g. 65, Utena, LT-28240

## Richter
- Gerichtspräsidentin Laima Dumskienė
- Stellvertretende Gerichtspräsident Jonas Malinauskas